# Парк XVIII століття (Крукеничі)
Парк XVIII ст. — парк-пам'ятка садово-паркового мистецтва місцевого значення в Україні. Розташований у межах Мостиського району Львівської області, неподалік від центральної частини села Крукеничів. 
Площа 3,8 га. Статус надано 1984 року. Перебуває у віданні Природничо-технічного ліцею при УкрДЛТУ. 
Природоохоронний статус наданий з метою збереження парку, закладеного у XVIII ст. На поч. XIX ст. він став частиною маєтку пані Дрогойовської. У парку зростали дуби, клени, ясени, липи, а також екзотичні види: тюльпанове дерево, магнолія тощо.